# ستيفن كينت (كيميائي)
ستيفن كينت (بالإنجليزية: Stephen Kent)‏ هو كيميائي أمريكي، ولد في 12 ديسمبر 1945 في ويلينغتون في نيوزيلندا.